# Marco Emílio Escauro
Marco Emílio Escauro (163–89 a.C.; em latim: Marcus Aemilius Scaurus), dito o Velho, foi um político da gente Emília da República Romana eleito cônsul em 115 a.C. com Marco Cecílio Metelo. Era o líder da facção conservador dos optimates no Senado Romano e considerado um dos mais talentosos e influentes políticos de sua época, Escauro foi também censor (109 a.C.) e príncipe do senado. 

## Origens
Escauro nasceu em uma família patrícia, mas muito empobrecida. Com o objetivo de manter o padrão de vida familiar, seu pai se viu obrigado a trabalhar como carvoeiro e sua herança se resumia a seis escravos e 35 000 asses. Ainda assim, Escauro se recusou a exercer qualquer tipo de atividade comercial (o que era proibido para os senadores) e decidiu dedicar-se ao estudo da oratória com a esperança de embarcar na vida política.

## Carreira
Seu cursus honorum começou como tribuno militar nas províncias da Hispânia e sua primeira campanha foi, provavelmente, a Guerra Numantina. Depois, serviu sob o comando do cônsul Lúcio Aurélio Orestes na Sardenha. De volta a Roma, foi edil curul (123 a.C.) e organizou os jogos. Em 119 a.C., foi eleito pretor.
Apesar da carreira ainda incipiente, Escauro tornou-se muito influente nos círculos de poder da política romana, já que Salústio o menciona como um dos mais destacados romanos quando Aderbal chegou em Roma, em 117 a.C., para pedir ajuda em sua sua disputa contra Jugurta no Reino da Numídia. Ele foi um dos poucos que não aceitou os subornos do rei númida.

## Consulado (115 a.C.)
Escauro foi candidato a cônsul em 116 a.C., mas não foi eleito. No ano seguinte, tentou novamente e foi eleito com Marco Cecílio Metelo, que teve menos votos e, portanto, era o cônsul iunior). Durante seu mandato, conseguiu um triunfo por suas vitórias na Gália Transalpina. Aurélio Vítor afirma que ele derrotou os lígures e gantiscos, mas os Fastos Capitolinos indicam que o triunfo foi sobre os gauleses tauriscos e carnos. Emílio Escauro foi também o autor de duas leis: a "Lex Aemilia sumptuaria" e a "Lex Aemilia de libertinorum sufragiis".

## Guerra de Jugurta

Reino da Numídia na época de Escauro.

No mesmo ano, Escauro foi nomeado príncipe do senado pelos censores Lúcio Cecílio Metelo Diademado e Cneu Domício Enobarbo, cargo que ocupou até a morte. Como líder do Senado, era responsável por diversas atividades de cunho diplomático. Foi enviados várias missões com o objetivo de fechar acordos com monarcas estrangeiros em conflitos contra a República.
Em 112 a.C., fez parte de uma embaixada senatorial enviada até o Reino da Numídia para por fim às disputas entre Jugurta, que havia tomando à força a parte do reino entregue pelos romanos a Aderbal e estava cercando a cidade de Cirta. Quando Jugurta tentou subornar os romanos para favorecerem sua causa contra a de Aderbal, uns poucos tomaram a causa de Aderbal, alegando que o direito e a justiça eram mais importantes que a riqueza, e queriam que a morte de Hiempsal I fosse punida. Escauro foi um dos que se opuseram a Jugurta, pois viu que a corrupção de Jugurta causaria ressentimento popular e conteve a sua ganância.
Mas Jugurta, apesar de tratar Escauro com grande respeito, tomou a cidade no final do mesmo ano, torturou e assassinou Aderbal. Estes eventos resultariam na declaração de guerra pelos romanos no ano seguinte, cuja campanha foi entregue ao cônsul em 111 a.C., Lúcio Calpúrnio Béstia, que nomeou Escauro como seu legado. Jugurta conseguiu subornar Escauro com uma grande soma em dinheiro, levando-o da virtude à criminalidade; no início o plano de Jugurta era ganhar tempo, mas depois passou a ser, através de Escauro, conseguir a paz. A paz foi conseguida após um acordo entre Jugurta, Bestia e Escauro, pelo qual Jugurta se rendeu, e entregou trinta elefantes, gado, cavalos e uma pequena quantidade de prata.
Em Roma, houve nova indignação pelo acordo, e, por um discurso decisivo de Caio Mémio, que odiava o poder dos aristocratas, o povo romano enviou Lúcio Cássio Longino para trazer Jugurta em segurança até Roma para testemunhar sobre os crimes de Escauro e os demais que foram acusados de terem sido corrompidos. Foi nesta ocasião que Jugurta proferiu uma frase a respeito de Roma que ficou famosa:
| “ | Uma cidade onde tudo está à venda e condenada à destruição se for encontrado algum comprador. | ” |
|   | — Salústio, Guerra contra Jugurta 35.10.                                                      |   |

Depois que Jugurta derrotou os romanos, comandados por Aulo Postúmio Albino Magno, Caio Mamílio Limetano, tribuno da plebe, apresentou uma uma rogatio ("moção") para que fosse criada uma comissão para investigar quem tinha feito acordo com Jugurta. Escauro, aproveitando-se da confusão, foi nomeado um dos três juízes (questiores) escolhidos para punir os culpados. Porém, a despeito de seus esforços, Escauro não conseguiu salvar nenhum de seus cúmplices, incluindo Béstia.
A guerra com Jugurta terminou após as campanhas de Quinto Cecílio Metelo Numídico e Caio Mário.

## Censor (109 a.C.)
Em 109 a.C., Escauro foi eleito censor, o cargo mais alto da magistratura romana, junto com Marco Lívio Druso, que morreu no ano seguinte (o mandato de um censor durava cinco anos). Escauro, segundo uma antiga tradição, deveria renunciar imediatamente, mas continuou na função até os tribunos o obrigaram a renunciar sob ameaça de prisão.
Durante seu mandato, tratou de reconstruir a Ponte Mílvia, em Roma, e da construção de numa via que leva seu nome, a Via Emília Escaura. Naquele tempo, a Via Aurélia acabava em Pisa por causa de obstáculos naturais (pântanos costeiros entre Pisa e Luni — chamados  "Fossae Papirianae" — e os belicosos apuanos, que sobreviveram à deportação de 180 a.C., e que viviam entre as modernas Garfagnana e Versilia). O sistema viário romano, na costa tirrênica, recomeçava perto de Luni e, graças a Escauro, atravessou os Apeninos no Passo della Cisa, em Lunigiana, contornava os Apeninos lígures até Vada Sabatia (moderna Vado Ligure), passando por Derthona (moderna Tortona) e atravessando novamente os Apeninos lígures no Passo di Cadibona.

## Curator Anonnae

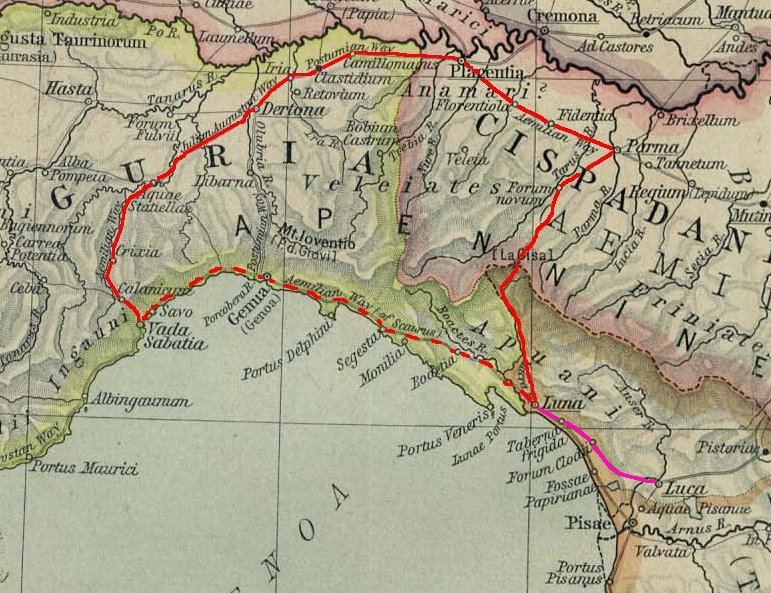
Traçado da Via Emília Escaura (em vermelho), construída por Escauro no norte da Itália.

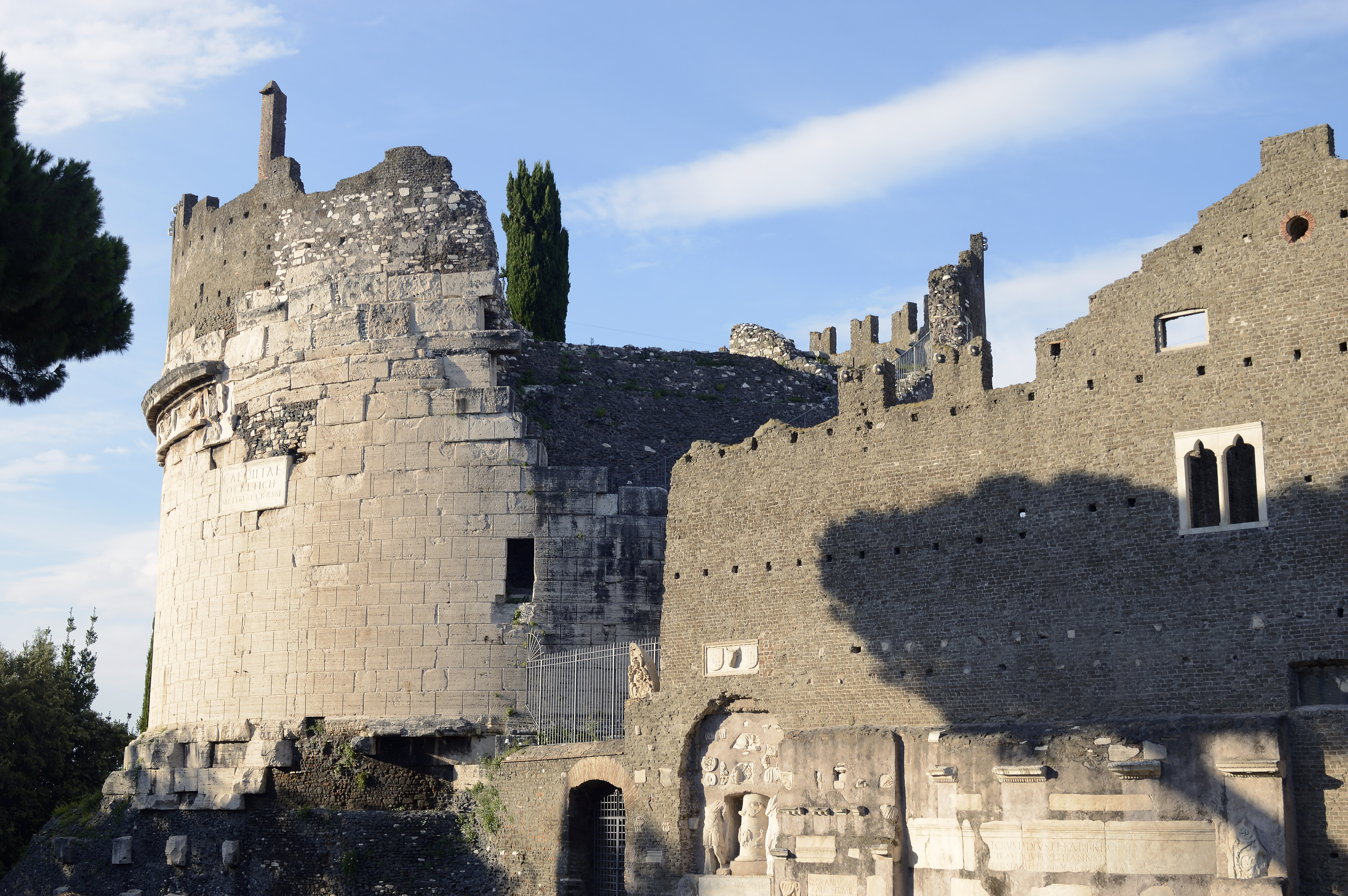
Mausoléu de Cecília Metela, na Via Ápia, onde está sepultada a esposa de Marco Emílio Escauro, Cecília Metela Dalmática, filha do pontífice máximo Lúcio Cecílio Metelo Dalmático.

Pontífice desde 123 a.C., Escauro, em 104 a.C., tornou-se curator anonnae, o responsável pelo suprimento de cereais de Roma, o que incomodou o questor de Óstia, Lúcio Apuleio Saturnino, que perdeu o cargo sem motivo aparente, uma vez que a distribuição de cereais era, sem dúvida, uma das mais importantes em Roma e só era confiada a políticos de alto grau de confiança, pois dela dependia boa parte da felicidade da população (e a consequente ausência de revoltas). A partir daí, Saturnino passou a ser um dos mais ativos aliados de Caio Mário na facção dos populares.
Em 104 a.C., Escauro foi contra a eleição de Cneu Domício Enobarbo pelo Colégio de Áugures, do qual era membro, e Enobarbo o acusou de lesa majestade ("laesa majestas"), ou seja, de traição. Porém, Escauro foi absolvido pelo voto de 33 das 35 tribos.
Considerado um exemplo de honra na República Romana, Escauro, quando soube que o exército romano havia sido derrotado pelos címbrios nos passos alpinos na Batalha de Vercelas e que os sobreviventes, depois de terem abandonado o cônsul Quinto Lutácio Cátulo à própria sorte, tentavam chegar apavorados a Roma, enviou emissários para terem com seu filho Emílio Escauro:
| “ | Com muito mais satisfação trataria de recolher seus ossos se tivesse sido morto no campo de batalha do que ver-te desonrado em tão vergonhosa fuga. Por isso, se ainda resta alguma vergonha em teu coração, não se apresente ao teu pai, a quem trouxe tanta infâmia. | ” |

Conta-se que o jovem, ao receber a mensagem, se lançou sobre sua própria espada.
Mais de dez anos depois, em 91 a.C., Escauro foi acusado por Quinto Servílio Cepião de "peculatus", a apropriação indevida de dinheiro público, durante uma embaixada enviada à Ásia Menor, e respondeu com uma contra-acusação idêntica a Cepião. Este, por sua vez, convenceu o tribuno Quinto Varião a acusar Escauro, no ano seguinte, de incitar os aliados italianos a revolta, mas Escauro tinha grande apoio entre a população e o tribuno se viu obrigado a retirar a acusação.

## Família
Escauro possuía um casa no monte Palatino e uma villa na antiga localidade de Pirae (moderna Scauri), um ponto turístico da comuna de Minturno batizado em sua homenagem. Sua carreira política foi bastante favorecida principalmente por seu segundo casamento, com Cecília Metela Dalmática (sepultada no célebre Mausoléu de Cecília Metela, na Via Ápia), que, depois, foi a terceira esposa de Lúcio Cornélio Sula. Deste matrimônio, Escauro teve dois filhos e uma filha:
- Emília Escaura, a segunda esposa de Pompeu Magno.
- Marco Emílio Escauro, que foi o terceiro marido de Múcia Tércia, filha do pontífice máximo Quinto Múcio Cévola.
- Emílio Escauro, o Jovem, que se suicidou depois da derrota contra os címbrios.

## Descrição
Salústio, que não simpatizava nem com Escauro e nem com os conservadores (optimates), o descreve em sua obra "A Guerra de Jugurta" (cap. XV) como "homem nobre, ativo, intrigante, ávido de poder, honrarias e riquezas, habilidoso em ocultar seus vícios". Ele acrescenta, no capítulo XXVIII, que "detinha muitos dons de corpo e alma, mas sua ganância punha tudo a perder. Era trabalhador, perspicaz, bastante prudente, perito na arte militar e tinha grande presença de espírito diante de ameaças e perigos". Ele termina o capítulo XXIX lembrando que, junto com seu colega consular, Lúcio Calpúrnio Béstia, que, diante da enorme quantidade de dinheiro oferecida por Jugurta, Escauro "abandonou o bem e honradez lançando-se à depravação".
Tanto Cícero quanto Salústio se referem a ele com certa frequência, sempre lembrando as suas qualidades oratórias. Ele deixou um livro de memórias em três volumes ("De vita sua"), que se perdeu.